# イオン四日市尾平ショッピングセンター
イオン四日市尾平ショッピングセンター（イオンよっかいちおびらショッピングセンター）は、三重県四日市市に所在し、イオンリテール株式会社が運営・管理を行うショッピングセンターである。
地元では「オビジャ」、「オビジャス」などとも呼称されている。

## 概要
以前北へ1.5km付近に存在した、ジャスコ生桑店（現在は建て替え、マックスバリュ）の補完店舗として、国道477号線沿いに「ジャスコ四日市尾平ショッピングセンター」として開業した。現在は日永カヨーからの移転店舗が複数出店している。

## 沿革
- 1998年（平成10年）10月24日 - 開業する[1]。
- 2001年（平成13年）10月 - 閉店時刻を23時に延長する。
- 2004年（平成16年）2月17日 - 1階キャッシュコーナー前にて三重県警察四日市南警察署による四日市ジャスコ誤認逮捕死亡事件が発生する[7]。
- 2004年（平成16年）5月 - 食品売場の営業時間が24時間となる。
- 2008年（平成20年）11月 - 食品売場などを改装する。
- 2011年（平成23年）3月1日 - ショッピングセンター名称を「ジャスコ四日市尾平ショッピングセンター」から「イオン四日市尾平ショッピングセンター」に、核テナントの名称を「ジャスコ四日市尾平店」から「イオン四日市尾平店」にそれぞれ変更する。
- 2016年（平成28年） - イオンリテール東海長野外商部が日永カヨーより当SCに移転。

## 主なテナント
- シャトレーゼ[8]（1階）
- セリア[9]（2階）
- モーリーファンタジー（3階）
- ペテモ[10]（別棟）

### かつて存在したテナント
- アスビーファム（1階）- 2024年（令和6年）2月25日閉店[11]。
- 未来屋書店（1階）- 2023年（令和6年）8月31日閉店[12]。
- 銀座コージーコーナー（1階）- 2024年（令和6年）までに撤退[8]。

## フロア構成
| 階層 | 西側           | 東側                                       |
| 屋上 |                | 店舗屋上駐車場                             |
| 4階  | 店舗屋内駐車場 |                                            |
| 3階  | 屋上駐車場     | イオン衣料品売場・フードコート・飲食店など |
| 2階  | 屋内駐車場     | イオン衣料品売場・専門店                   |
| 1階  | イオン食品売場 | イオン日用品・生活用品売場・専門店         |

建物の西側と東側で構造が大きく分かれており、エレベーターは東西各1箇所ずつ設置され、エスカレーターは東側のみ設置されている。
西側は1階のみが売場で、食品売場が存在する。東側は、1階から3階までが売場で、衣料品や日用品の売場がある。また、別棟にはペット店や花屋がある。
なお、国道477号線を挟んだ向かい側のマクドナルドとスターバックスコーヒーは、専門店一覧に記入されている。